# Pascal Paoli (traghetto)
Il Pascal Paoli è un traghetto appartenente alla compagnia di navigazione francese Corsica Linea.

## Servizio
Varato il 26 ottobre 2002 nel cantiere navale Van Der Giessen de Noord di Krimpen aan den IJssel con il nome di Pascal Paoli e consegnato il 16 maggio 2003 alla SNCM, salpa due giorni dopo dal cantiere navale di costruzione per Marsiglia.
Tuttavia, durante la navigazione verso il porto francese, esegue uno scalo intermedio a Le Havre, dove carica 812 veicoli Renault, destinati allo sbarco nei porti di Marsiglia e Bastia.
Il 23 maggio giunge per la prima volta a Marsiglia, dove viene accolto da una delegazione della compagnia armatrice.
Il 28 maggio prende ufficialmente servizio nei collegamenti tra Marsiglia e Bastia in sostituzione dei compagni di flotta Paglia Orba e Monte D'Oro, contestualmente trasferiti nei collegamenti tra Marsiglia, Porto Vecchio e Ajaccio.

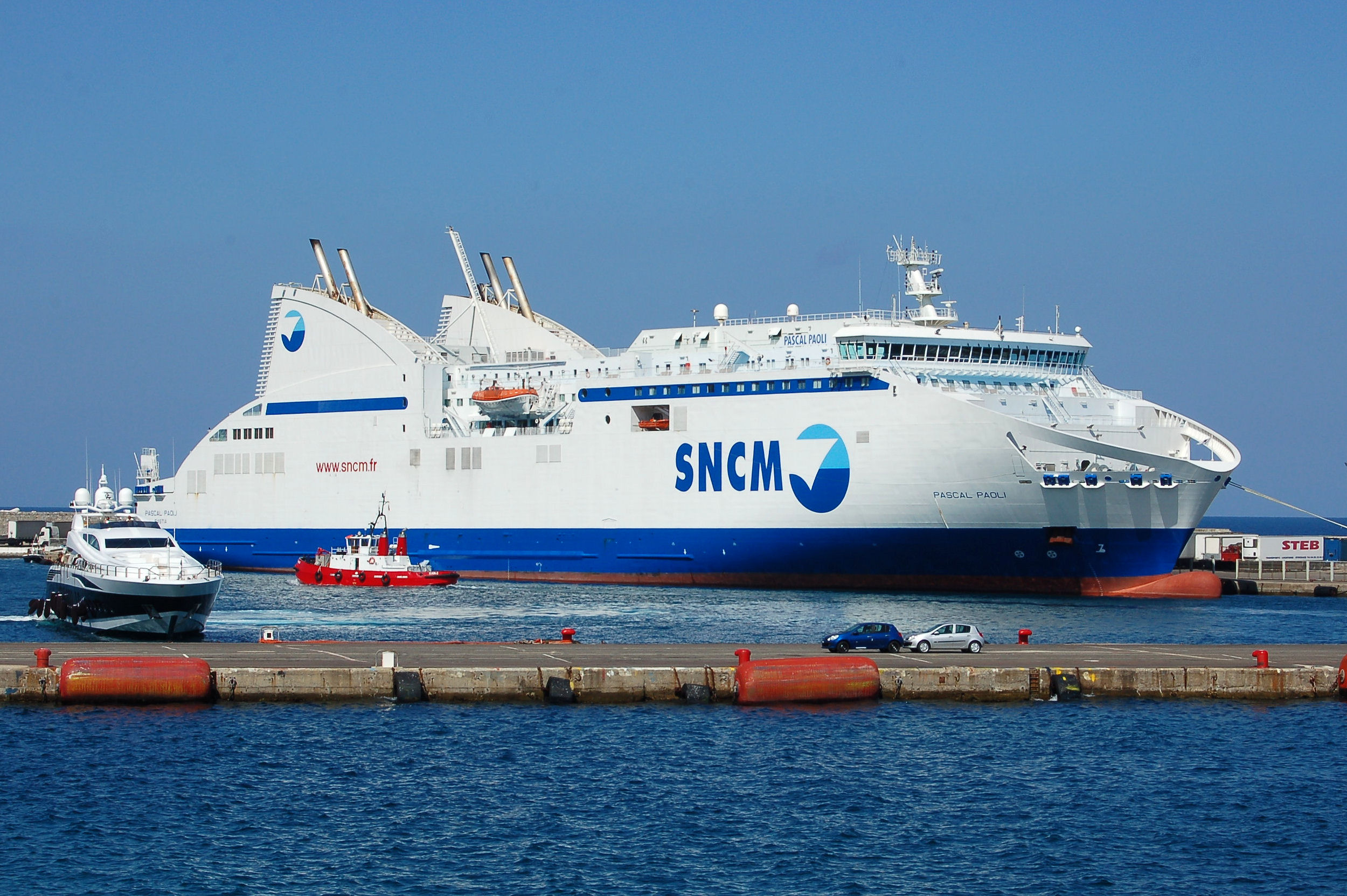
Il Pascal Paoli ormeggiato a Bastia nel 2008.

Il 27 settembre 2005, in seguito i disordini sociali provocati dalla decisione di privatizzare la SNCM, i marittimi in sciopero del "sindacato dei Lavoratori Corsi" occuparono il Paoli durante la sosta diurna alla diga foranea del porto di Marsiglia, con l'intenzione di salpare verso Bastia. Durante la traversata, il traghetto fu costantemente sorvolato da elicotteri militari della Marine nationale. Il Paoli, giunto nei pressi di Bastia intorno alle 23:00, non attraccò, come richiesto dagli occupanti, e trascorse la notte a breve distanza dal porto. All'alba del 28 settembre, alcune squadre del commando Hubert e del GIGN, a bordo di cinque elicotteri, presero possesso della nave. I marittimi in sciopero non opposero resistenza e i militari ripresero quindi il controllo del traghetto. Quest'ultimo, scortato dalla Marine nationale, fu trasferito nell'arsenale militare di Tolone. Dopo vari giorni di fermo, il 13 ottobre viene liberato e fa ritorno a Marsiglia, riprendendo il regolare servizio.

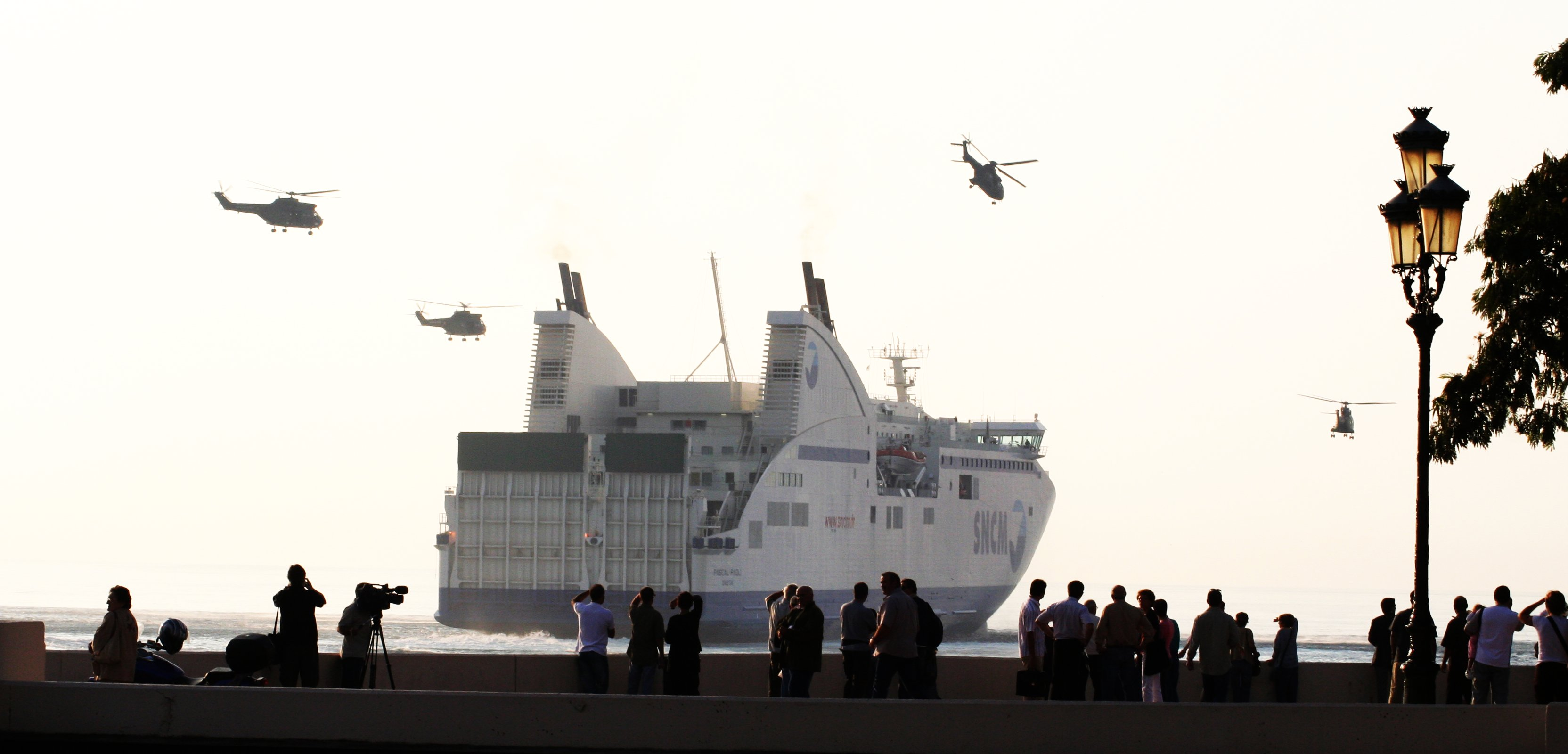
Il Pascal Paoli in rada a Bastia durante l'occupazione dei marittimi SNCM.

Il 5 gennaio 2016, in seguito al fallimento dell'SNCM, viene trasferito insieme al resto della flotta alla neonata Corsica Linea.
Per l'occasione, il traghetto viene trasferito in cantiere a Menzel Bourguiba, dove viene sottoposto a lavori di ristrutturazione.
Il 25 maggio torna in servizio sulla Marsiglia-Bastia con i colori della nuova compagnia.

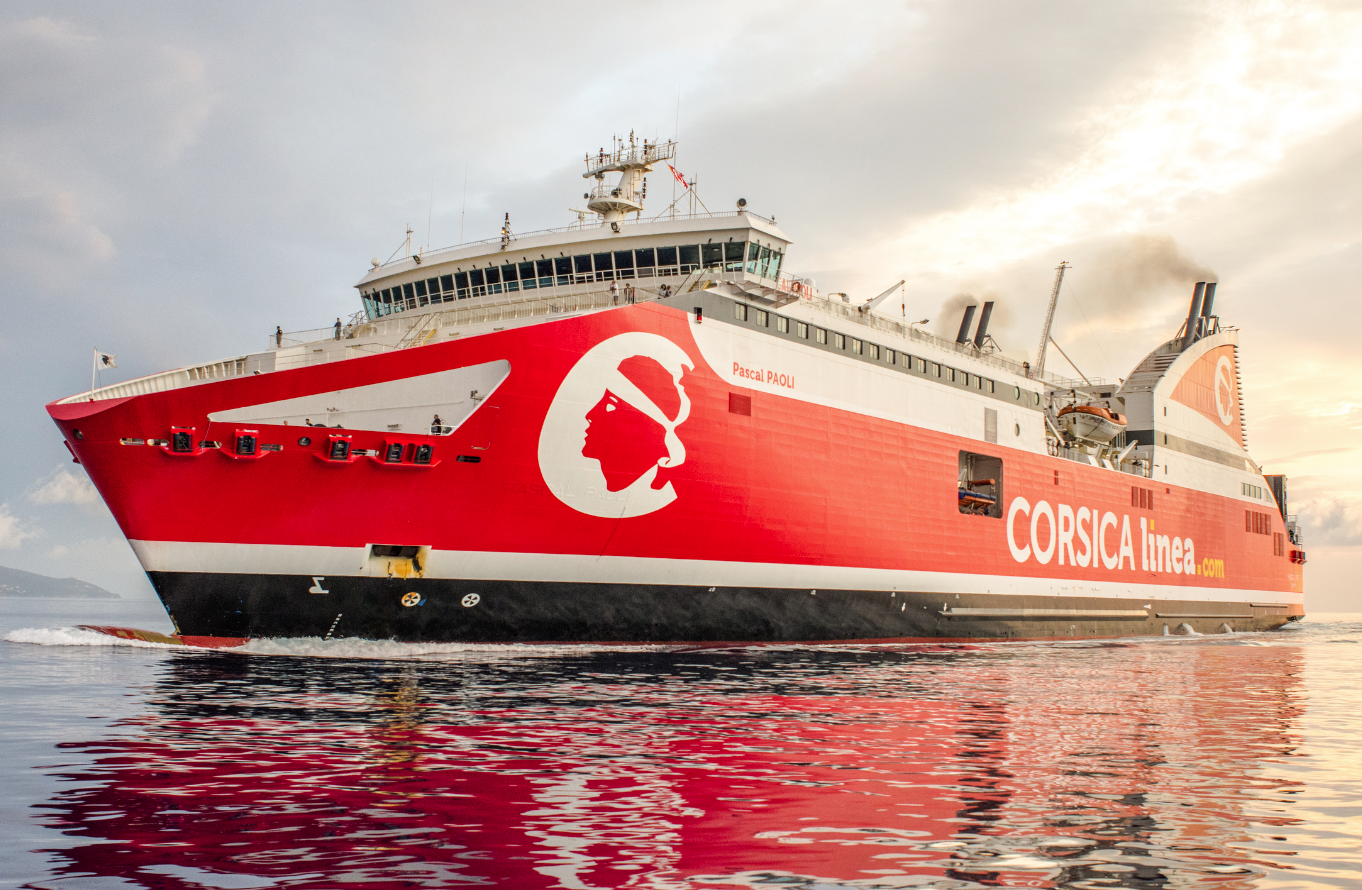
Il Pascal Paoli in arrivo a Marsiglia nel 2016.

Il 21 giugno 2019, in seguito al blocco del porto di Marsiglia a causa degli scioperi indetti dai sindacati della Méridionale, viene momentaneamente spostato nei collegamenti tra Tolone, Bastia ed Ajaccio in sostituzione delle unità bloccate in continente.
Tuttavia, il 23 giugno viene anch'esso fermato a Bastia, riuscendo a tornare in servizio solamente quattro giorni dopo.
Dal dicembre del 2019 al gennaio del 2020 viene sottoposto a lavori di ristrutturazione nei cantieri navali Palumbo di La Valletta, durante i quali vengono installati gli scrubber ai fumaioli, permettendo l'adattamento del traghetto alle nuove normative internazionali sulle emissioni di zolfo.
Il 17 gennaio 2020, in seguito ad un secondo blocco del porto di Marsiglia da parte dei sindacati della Méridionale, viene momentaneamente trasferito nei collegamenti tra Nizza, Bastia ed Ajaccio.
Terminati gli scioperi, il 30 gennaio torna in servizio sulla Marsiglia-Bastia, dove opera tutt'oggi in coppia con l'A Galeotta.
Saltuariamente opera anche nei collegamenti tra Marsiglia e i porti di Ajaccio e Propriano.

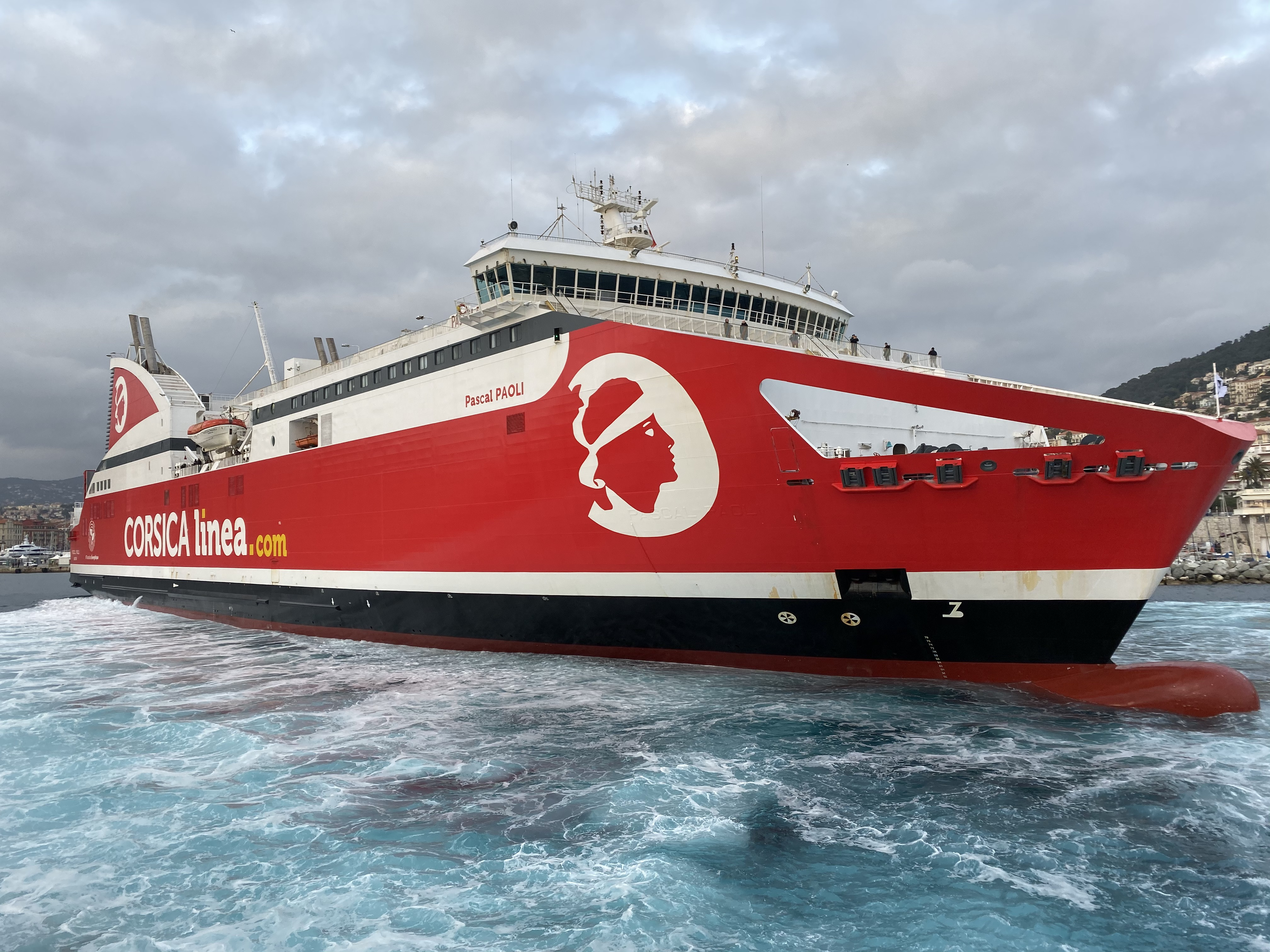
Il Pascal Paoli in manovra a Nizza nel 2020.

Il 25 marzo 2023, a causa dello sciopero nazionale in Francia che ha coinvolto anche il porto di Marsiglia, fa scalo a Livorno per operazioni di bunkeraggio, ripartendo poi per Bastia la sera stessa.